# EMD GP10

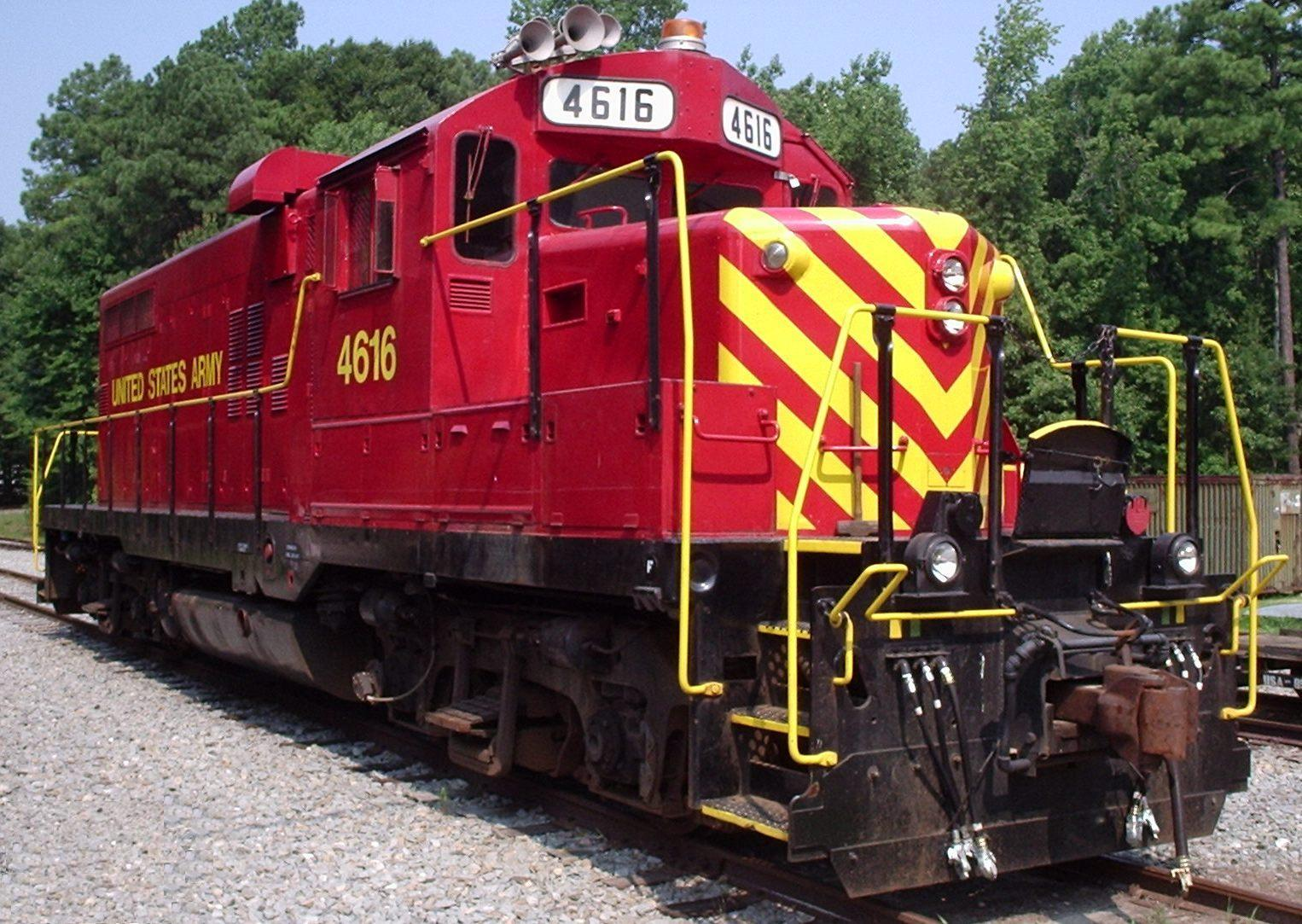
GP10 de l'US Army.

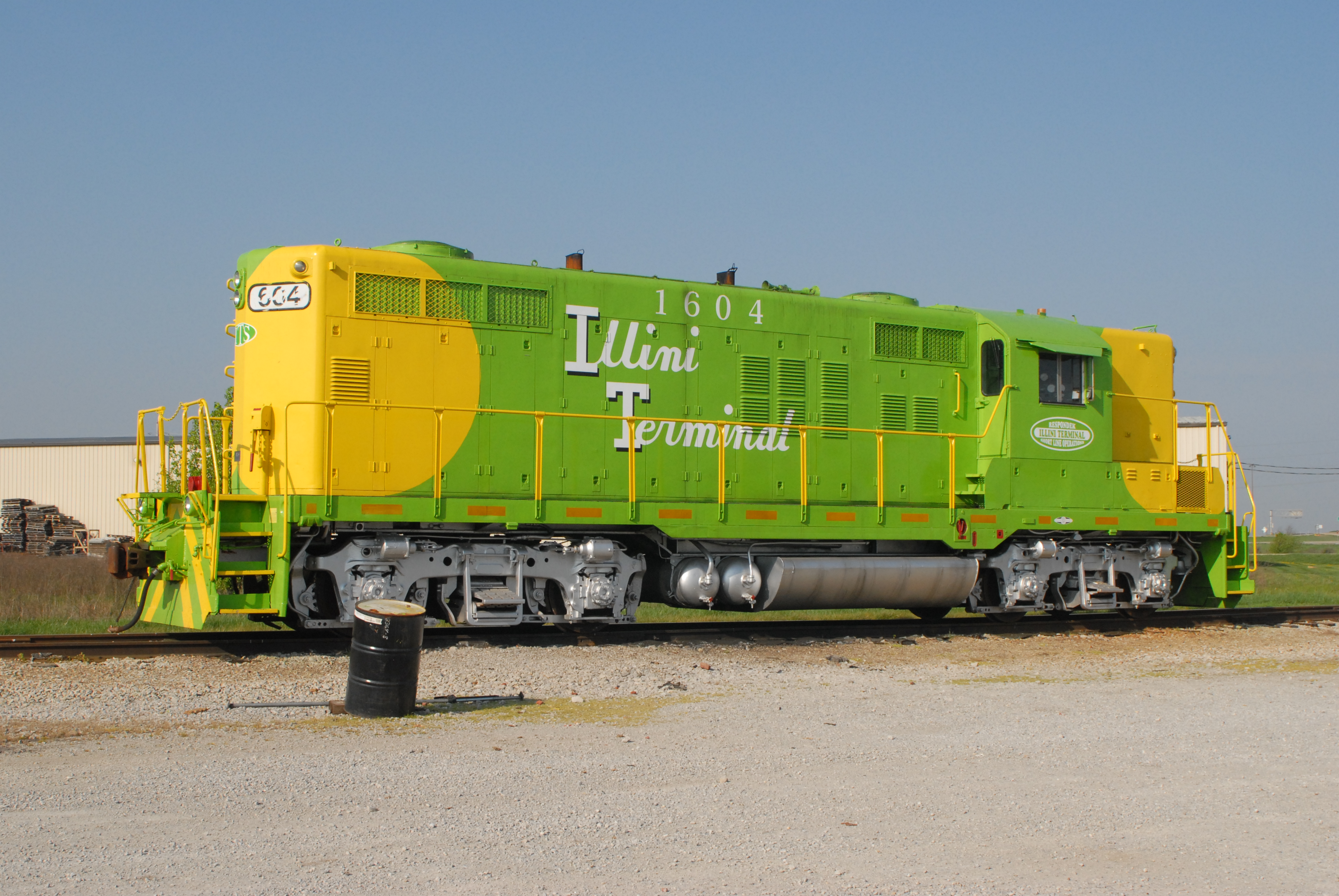
GP10 de l'Illini Terminal en avril 2012

La EMD GP10  est une locomotive diesel qui est le résultat de la reconstruction dans les années 1970 d'un GP7, GP8, GP9 ou GP18, principalement réalisé par les ateliers de l'Illinois Central Railroad à Paducah pour son propre compte ou pour le compte d'autres compagnies. La série GP10 est toujours en service.

## Programme de l'Illinois Central Illinois.
L'Illinois Central Railroad avait trois différents programmes de reconstruction afin de mettre à jour leurs anciennes locomotives EMD, ainsi que d'autres locomotives EMS qu'ils avaient achetés auprès des revendeurs de matériel tels que Precision National Corporation, de Mount Vernon, Illinois. La première série reconstruite était une GP8, la deuxième une GP10 et la troisième une GP11. Toutes ont été reconstruites aux entrepôts d'Illinois Central à Paducah, dans l'état du Kentucky durant les années 1970.
Les unités de base pour le programme GP10 étaient : 
- Illinois Central Railroad : GP7, GP8, GP9 et GP18
- Boston and Maine Corporation : GP9
- Baltimore and Ohio Railroad : GP9
- Clinchfield Railroad : GP9
- Chesapeake and Ohio Railway : GP7 et GP9
- Denver and Rio Grande Western Railroad : GP9
- Detroit, Toledo and Ironton Railroad : GP7 et GP9
- Florida East Coast Railway : GP9
- Grand Trunk Western Railroad : GP18
- Pittsburgh and Lake Erie Railroad : GP7
- Potlach Forests Inc. : GP7
- Chemin de fer de la Côte-Nord et du Labrador : GP9
- Reading Company : GP7
- St. Johnsbury and Lamoille County Railroad : GP9
- St. Louis-San Francisco Railway : GP7
- Southern Pacific Transportation Company : GP9
- St. Louis Southwestern Railway : GP7
- Union Pacific : GP9B

Deux GP9 de l'Illinois Central Railroad ont été reconstruits en GP10 et vendus directement au Ashley, Drew and Northern Railway.

## Programme Alaska Railroad
Neuf GP7 provenant de l'Alaska Railroad ont été reconstruits en GP10 par les ateliers de Paducah.

## Programme Conrail
Un total de 76 GP9 Conrail ont été reconstruits en GP10.
Les ateliers de l'Illinois Central Railroad à Paducah ont reconstruit 53 GP9 Conrail en GP10. Les 16 premiers GP9 Conrail ont été reconstruits à l'équivalent d'une GP10 en 1976. En 1978, un autre lot de 21 GP9 Conrail ont été reconstruits à Paducah, suivie par plus de 16 GP9 reconstruits en GP10 en 1979. En 1978-79, le programme de reconstruction des GP9 Conrail par Paducah portait sur le moteur et l'équipement électrique, sans modification de la caisse.
Precision National Corporation Shops à Mount Vernon, Illinois, reconstruit six GP9 Conrail en GP10 en 1978.
Les ateliers de Morrison-Knudsen à Boise reconstruisent 17 GP9 Conrail en GP10 en 1978-1979. Six unités ont été reconstruits par Boise en 1978, avec un supplément de 11 unités achevé en 1979. Le programme de reconstruction des GP9 par Boise portait sur le moteur et l'équipement électrique, sans modification de la caisse.